# 日本テレビ系列プロレス番組枠
日本テレビ系列プロレス番組枠（にほんてれびけいプロレスばんぐみわく）は、1954年2月から2009年3月まで日本テレビ系列で放送されていたプロレス中継の一覧のこと。

## 歴史
日本テレビは開局半年後の1954年2月19日に、日本プロレス旗揚げ戦を 「力道山・木村政彦対シャープ兄弟プロレス実況」としてプロレス中継の放送を開始した。
その後、日本テレビにおける日本プロレス中継は1957年6月開始の「プロレス・ファイトメン・アワー」（週1回の定期番組、日本テレビのみ放送）を経て、1958年8月から三菱電機一社提供による『三菱ダイヤモンド・アワー』枠において、『ディズニーランド』と隔週で全国放送を開始し、金曜20時台のプロレス枠が定着することになる。1968年2月23日からは毎週放送となった。
しかし、1969年7月に日本プロレス中継（『ワールドプロレスリング』）を開始したNETテレビ（現：テレビ朝日）が、1971年12月のアントニオ猪木除名で看板を失ったため、1972年4月に2局間の協定でNETテレビにおける放送が禁止されていたジャイアント馬場の試合を中継を放送したところ日本テレビが激怒したため、日本テレビは同年5月に18年間放送してきた日本プロレス中継を打ち切った。その後、後番組『太陽にほえろ!』までのつなぎとして『日本プロレス選手権特集』を同年7月まで放送し、同時に日本テレビ系金曜20時台からプロレス中継が消滅することになり（引き換えにテレビ朝日は1972年7月28日から1986年9月26日まで金曜20時台において『NET日本プロレス中継』→『ワールドプロレスリング』を放送）、日本テレビにおけるプロレス中継が初めて空白となった。馬場はNETテレビが金曜20時台の放送を開始した翌日である1972年7月29日に、日本プロレス退団並びに全日本プロレスの旗揚げを発表する。
日本テレビは日本プロレス中継終了の4か月後の1972年10月に『全日本プロレス中継』を開始。当初は土曜20時台の放送で開始した（ただしプロ野球中継編成の際は土曜深夜に繰下げて録画放送）ものの、1979年4月からはローカルセールスとなり、日本プロレス中継時代から続いてきたスポンサーの横幕や花束贈呈がなくなった。同時にレギュラー放送の生中継もなくなったものの、『土曜トップスペシャル』におけるゴールデンタイムにおける特番の放送は維持され、長州力などのジャパンプロレス勢が参戦した1985年10月からは再度土曜19時台に復帰しレギュラー放送における生中継も復活した。
その『全日本プロレス中継』も1988年4月に再度ゴールデンタイムを外れ、以降の本枠は深夜帯でなおかつ録画中継での放送となった。深夜帯での放送になってからも「プロレスニュース」のコーナーや高角度撮影のスーパースローが人気を博していたが、1994年4月からは放送時間が30分に短縮された。さらに2000年6月の三沢光晴などの大量退団騒動を機に日本テレビはプロレスリング・ノア側に付き、同年6月21日を以って『全日本プロレス中継』を打ち切った。
プロレスリング・ノア旗揚げ後は、ノアや大日本プロレスなどの各プロレス団体の試合をダイジェスト的に放送した『コロッセオ』をつなぎ番組にした後、2001年4月から『プロレスリング・ノア中継』をスタートしたものの、日本テレビの制作予算削減などもあり、2009年3月を以って終了。同時に日本テレビにおけるプロレス中継55年の歴史に幕を下ろした。
地上波放送終了直後、ノアの社長であり、全日本でも活躍した三沢光晴が急逝。それに伴う追悼番組が深夜に放送された。
2024年2月19日（18日深夜）、プロレス中継70周年を記念して日本テレビが主催する大会である『プロレス中継70年史 THE日テレプロレス』を関東ローカルで放送した。

## 放送されていた番組
- 日本プロレス中継
  - 力道山・木村政彦対シャープ兄弟プロレス実況（1954年2月19日）
  - プロレス・ファイトメン・アワー（1957年6月14日 - 1958年8月）
  - 三菱ダイヤモンド・アワー（1958年8月29日 - 1972年5月12日）
    - 1968年2月16日までは隔週放送、（『ディズニーランド』が放送される日は金曜22時台に放送）、1968年2月23日 - 1972年5月12日は毎週放送

  - 日本プロレス選手権特集（1972年5月19日 - 7月14日）
- 全日本プロレス中継（1972年10月7日 - 2000年6月21日）
- コロッセオ（2000年6月28日 - 2001年3月）
- プロレスリング・ノア中継（2001年4月7日 - 2009年3月29日）

## 歴代ネット局
- 系列は現在の系列。◎は現在他系列局だが、放送当時日本テレビ系列や日本テレビ系列とのクロスネットだった局。

| 放送対象地域           | 放送局             | 系列                           | 備考                                                                                        |
| ---------------------- | ------------------ | ------------------------------ | ------------------------------------------------------------------------------------------- |
| 関東広域圏             | 日本テレビ         | 日本テレビ系列                 | 制作局                                                                                      |
| 北海道                 | 北海道放送         | TBS系列                        | 札幌テレビ開局まで                                                                          |
| 北海道                 | 札幌テレビ         | 日本テレビ系列                 |                                                                                             |
| 青森県                 | 青森放送           | 日本テレビ系列                 |                                                                                             |
| 岩手県                 | テレビ岩手         | 日本テレビ系列                 | 1969年12月開局から                                                                          |
| 宮城県                 | 東北放送           | TBS系列                        | 仙台放送開局まで                                                                            |
| 宮城県                 | 仙台放送           | フジテレビ系列                 | ◎1970年9月まで                                                                              |
| 宮城県                 | ミヤギテレビ       | 日本テレビ系列                 | 1970年10月開局から                                                                          |
| 秋田県                 | 秋田放送           | 日本テレビ系列                 |                                                                                             |
| 山形県                 | 山形放送           | 日本テレビ系列                 |                                                                                             |
| 福島県                 | 福島テレビ         | フジテレビ系列                 | ◎1971年9月まで                                                                              |
| 福島県                 | 福島中央テレビ     | 日本テレビ系列                 | 1971年10月の福島テレビとのネット交換から                                                    |
| 山梨県                 | 山梨放送           | 日本テレビ系列                 | 『ノア中継』は未ネット                                                                      |
| 新潟県                 | 新潟放送           | TBS系列                        | 1962年10月から1年間のみ                                                                     |
| 新潟県                 | NST新潟総合テレビ  | フジテレビ系列                 | ◎1968年12月開局から1980年3月まで                                                            |
| 新潟県                 | テレビ新潟         | 日本テレビ系列                 | 1981年4月開局から                                                                           |
| 長野県                 | 信越放送           | TBS系列                        | 1986年3月まで                                                                               |
| 長野県                 | テレビ信州         | 日本テレビ系列                 | 1986年4月から                                                                               |
| 静岡県                 | 静岡放送           | TBS系列                        | 1962年10月から『日本プロレス選手権特集』終了まで                                            |
| 静岡県                 | テレビ静岡         | フジテレビ系列                 | 1974年4月から1978年6月まで                                                                  |
| 静岡県                 | 静岡朝日テレビ     | テレビ朝日系列                 | ◎1978年7月開局から1979年3月まで                                                             |
| 静岡県                 | 静岡第一テレビ     | 日本テレビ系列                 | 1979年7月開局から                                                                           |
| 富山県                 | 北日本放送         | 日本テレビ系列                 |                                                                                             |
| 石川県                 | 北陸放送           | TBS系列                        | 1990年3月まで                                                                               |
| 石川県                 | テレビ金沢         | 日本テレビ系列                 | 1990年4月開局から                                                                           |
| 福井県                 | 福井放送           | 日本テレビ系列/テレビ朝日系列  | 『ノア中継』は未ネット                                                                      |
| 中京広域圏             | CBCテレビ          | TBS系列                        | 1959年10月から1960年4月まで                                                                 |
| 中京広域圏             | 東海テレビ         | フジテレビ系列                 | 1961年8月から1962年3月まで                                                                  |
| 中京広域圏             | 名古屋テレビ       | テレビ朝日系列                 | ◎1962年3月から『日本プロレス選手権特集』終了まで                                            |
| 中京広域圏             | 中京テレビ         | 日本テレビ系列                 | 『全日本プロレス中継』から                                                                  |
| 京阪神大都市圏         | 大阪テレビ放送     | オープンネット局               | 読売テレビ開局まで 後に朝日放送に吸収合併                                                   |
| 近畿広域圏             | 読売テレビ         | 日本テレビ系列                 | 1958年8月開局から、2008年9月打ち切り                                                        |
| 鳥取県 →鳥取県・島根県 | 日本海テレビ       | 日本テレビ系列                 | 『日本プロレス選手権特集』までは鳥取県のみで放送 『全日本プロレス中継』からは島根県でも放送 |
| 広島県                 | 中国放送           | TBS系列                        | 1969年9月まで                                                                               |
| 広島県                 | 広島テレビ         | 日本テレビ系列                 | 1969年10月から                                                                              |
| 山口県                 | 山口放送           | 日本テレビ系列                 |                                                                                             |
| 徳島県                 | 四国放送           | 日本テレビ系列                 | 『ノア中継』は未ネット                                                                      |
| 香川県→ 香川県・岡山県 | 西日本放送         | 日本テレビ系列                 | 1983年までの放送エリアは香川県のみ 1983年4月から電波相互乗り入れに伴い岡山県でも放送        |
| 愛媛県                 | 南海放送           | 日本テレビ系列                 |                                                                                             |
| 高知県                 | 高知放送           | 日本テレビ系列                 |                                                                                             |
| 福岡県                 | RKB毎日放送        | TBS系列                        |                                                                                             |
| 福岡県                 | テレビ西日本       | フジテレビ系列                 | ◎1964年9月まで                                                                              |
| 福岡県                 | 福岡放送           | 日本テレビ系列                 | 1969年4月開局から                                                                           |
| 長崎県                 | 長崎放送           | TBS系列                        | 1984年3月まで                                                                               |
| 長崎県                 | テレビ長崎         | フジテレビ系列                 | ◎1984年4月から1991年3月まで                                                                 |
| 長崎県                 | 長崎国際テレビ     | 日本テレビ系列                 | 1991年4月開局から                                                                           |
| 熊本県                 | 熊本放送           | TBS系列                        | 1982年3月まで                                                                               |
| 熊本県                 | くまもと県民テレビ | 日本テレビ系列                 | 1982年4月開局から                                                                           |
| 大分県                 | テレビ大分         | フジテレビ系列／日本テレビ系列 | 1970年代後半までと、1985年10月から 『ノア中継』は未ネット                                   |
| 大分県                 | 大分放送           | TBS系列                        | 1980年代初期-中期に放送                                                                     |
| 宮崎県                 | 宮崎放送           | TBS系列                        | 1998年3月打ち切り                                                                           |
| 鹿児島県               | 南日本放送         | TBS系列                        | 1985年9月までと、1992年4月から1994年3月まで                                                 |
| 鹿児島県               | 鹿児島テレビ       | フジテレビ系列                 | ◎1985年10月から1992年3月まで                                                                |
| 鹿児島県               | 鹿児島読売テレビ   | 日本テレビ系列                 | 1994年4月開局から                                                                           |
| 沖縄県                 | 琉球放送           | TBS系列                        | 1990年代中期打ち切り                                                                        |

## 備考
- 『ワールドプロレスリング』開始以降の日本プロレス中継は、NETテレビ（現・テレビ朝日）との2局間協定で以下の試合に関しては全て日本テレビの独占中継となった。
  - ジャイアント馬場や坂口征二の両選手に絡む試合
  - インターナショナルヘビー級選手権試合
  - インターナショナルタッグ選手権試合
  - ワールドリーグ公式戦
- NETテレビは2局間協定の結果アントニオ猪木や大木金太郎の試合をメインに放送することになったが、その後放送してはならないことになっていた坂口の試合とワールドリーグ公式戦を『ワールドプロレスリング』でなし崩し的に放映することになった。更に上記の猪木の日本プロレスからの除名による主役級選手の不在をきっかけに1972年に馬場をNETの放送に登場させたことが引き金となり、最終的には日本テレビにおける日本プロレス中継打ち切りにつながることになった。
- 『日本プロレス中継』時代は原則同時ネットで放送され、遅れネット局は例外のみだったが、『全日本プロレス中継』時代はゴールデンタイムに放送されていた頃は、殆どの日本テレビ系列局で同時ネットで放送されていたが、ローカル枠になってからは同時ネット局が減少した。しかし『プロレスリング・ノア中継』になってからは大半の日本テレビ系列局が同時ネットで放送していた。
- 他系列とのクロスネット局がある地域でも、編成上の都合で他系列局でネットを継続した局もあった他、本枠をネットしていた放送局によっては、『ワールドプロレスリング』や『TWWAプロレス中継』もネットしていた局もあったため、1局だけでプロレス中継を放送していた地域もあった。
- 石川・宮崎・沖縄の3県は『日本プロレス中継』終了と同時に、長崎県は1979年4月の『全日本プロレス中継』のローカル枠移行と同時に、レギュラー放送で実況生中継される地上波のプロレス中継が消滅することになった（4県におけるレギュラー放送で放送されるプロレス中継は、石川・宮崎・沖縄の3県は1972年5月13日以降、長崎県は1979年4月以降はそれぞれ録画中継で放送）。
- 本枠の終了に伴い、ANNフルネット局が所在しない山梨・福井・徳島・宮崎（この4県は『全日本プロレス中継』を以って本枠のネット打ち切り）・富山・鳥取・島根（この3県は『プロレスリング・ノア中継』終了と同時に本枠消滅）の7県は地上波における全国ネットのプロレス中継が視聴できなくなった。なお高知県は『プロレスリング・ノア中継』終了と同時に、地上波における全国ネットのプロレス中継が2014年9月まで視聴できなくなっていたが、2014年10月にテレビ高知（TBS系列）が『ワールドプロレスリング』のネットを再開したことで、5年半ぶりに全国ネットのプロレス中継が復活している。
- 2024年現在、日本テレビが展開する放送及び配信メディアにおけるプロレス定期中継は行われていないが、過去のアーカイブについては日テレジータス（G+）にて『プロレスクラシック』、日本テレビも出資するHuluにて『日テレプロレスアーカイブ』がそれぞれ放送・配信されている。